# 梅尔维尔·皮尔斯
梅尔维尔·皮尔斯（英語：Melville Pearce，1928年1月9日—2011年4月27日），澳大利亚男子曲棍球运动员。他曾代表澳大利亚参加1956年夏季奥林匹克运动会曲棍球比赛。

## 家庭
兄弟埃里克·皮尔斯、戈登·皮尔斯、朱利安·皮尔斯等。